# Cape Cod Buccaneers
Die Cape Cod Buccaneers waren ein US-amerikanisches Eishockeyfranchise der Atlantic Coast Hockey League aus South Yarmouth, Massachusetts.

## Geschichte
Die Cape Cod Buccaneers nahmen zur Saison 1981/82 als eines von sieben Gründungsmitgliedern den Spielbetrieb in der Atlantic Coast Hockey League auf. Das Team gehörte dem Unternehmer und Sportfunktionär Vincent K. McMahon, dem auch das Cape Cod Coliseum gehörte und der dort Wrestling-Veranstaltungen durchführen ließ. Als Trainer und General Manager des Teams wurde Jim Troy verpflichtet. Aus finanziellen Gründen war das Franchise gezwungen, bereits im Laufe seiner Premierenspielzeit am 1. Februar 1982 vorzeitig den Spielbetrieb einzustellen.

## Saisonstatistik
Abkürzungen: GP = Spiele, W = Siege, L = Niederlagen, T = Unentschieden, OTL = Niederlagen nach Overtime SOL = Niederlagen nach Shootout, Pts = Punkte, GF = Erzielte Tore, GA = Gegentore, PIM = Strafminuten
| Saison  | GP | W  | L  | T | OTL | SOL | Pts | GF  | GA  | Platz    | Playoffs |
| 1981–82 | 39 | 17 | 21 | 1 | —   | —   | 35  | 130 | 158 | 4., ACHL |          |

## Team-Rekorde

### Karriererekorde
Spiele: 38  Fred Ahern,  Tim Burke,  Jerry Curley,  Larry Meads
Tore: 17  Jerry Curley,  Mark Fidler
Assists: 27  Fred Ahern
Punkte: 36  Fred Ahern
Strafminuten: 191  Larry Meads